# Copa Presidente de Bahamas
La Copa Presidente de Bahamas es el segundo torneo de fútbol y torneo de copa a nivel de clubes más importante de Bahamas, el cual es organizado por la Federación de Fútbol de las Bahamas.
Fue creado en el año 1999, aunque no se ha jugado en todas las temporadas. Pueden participar todos los equipos afiliados a la Federación y se juega con un sistema de eliminación directa.

## Lista de campeones
| Temporada | Campeón          | Resultado      | Subcampeón       |
| --------- | ---------------- | -------------- | ---------------- |
| 1999      | Cavalier FC      |                |                  |
| 2000      | Cavalier FC      | 2-2 (3-1 pen.) | Bears FC         |
| 2001      | Khaki Superstars | 3-0            | Cavalier FC      |
| 2008/09   | Bears FC         | 3-0            | Cavalier FC      |
| 2009/10   | Bears FC         | 4-0            | Khaki Superstars |
| 2010/11   | Cavalier FC      | 2-1            | Bears FC         |

## Títulos por equipo
| Club             | Títulos |
| ---------------- | ------- |
| Cavalier FC      | 3       |
| Bears FC         | 2       |
| Khaki Superstars | 1       |